# Simona Caparrini
Simona Caparrini (ur. Florenja) – włoska aktorka filmowa i telewizyjna, występowała w roli ciotka Giovanna w filmie Zakochani w Rzymie (2012).

## Filmografia

### Filmy kinowe
- Kryptonim U.N.C.L.E. (2014), jako Contessa
- Stai lontana da me (2013), jako Giulia
- Romeo and Juliet (2013), jako szlachetny przyjaciel Capulets
- Zakochani w Rzymie (2012), jako ciotka Giovanna
- Interno Giorno (2011), jako Martina
- Niedojrzali (2010) jako Katia

- 8th Wonderland 2008), jako gość włoskiej telewizji
- Nessun messaggio in segreteria (2010) jako Anna
- Andata e Ritorno 2003), jako Vanessa
- Il Quaderno della spesa (2003) jako Elena
- Suor Sorriso (2001), jako Clara
- Io amo Andrea (2000) jako Irene
- The Accountant (2000) jako Maria
- Niebo coraz bardziej błękitne (Il cielo e' sempre piu' blu' 1996) jako Giulia
- Banditi 1995), jako Ursula
- Listonosz (1994) jako Elsa Morante
- Orgoglio (2004) jako Elvira Graziani
- Nestore l'ultima corsa 1994), jako Wilma
- Muro di Gomma (1991) jako Carla, dziennikarz

### Filmy TV
- 2010: Doctor Clown jako Giulia

### Seriale
- 1993: Ein Haus in der Toskana jako Simona
- 1996: Un Posto al Sole jako Elisabetta D’Andrea
- 1997: Linda e il Brigadiere jako Gospodyni
- 1998: Compañeros  jako Elena
- 1999: Un Prete tra noi jako Lucia
- 2000: Mariee Fransson jako Claire
- 2000: Casa Famiglia jako Maria
- 2001: Compagni di Scuola jako Anna
- 2004: Orgoglio jako Elvira Graziani
- 2005: Ho sposato un calciatore jako Gina
- 2006: Capri jako minister
- 2006: Don Matteo jako Clelia Bassi
- 2009: Il Mostro di Firenze jako Daniela Stefanacci
- 2010: Nuove storie per il commissario Vivaldi jako Cristina Vallauro
- 2011: La Ragazza Americana jako Carla
- 2012: Una Buona Stagione  jako Lucidi